# الزراعة في نيوزيلندا

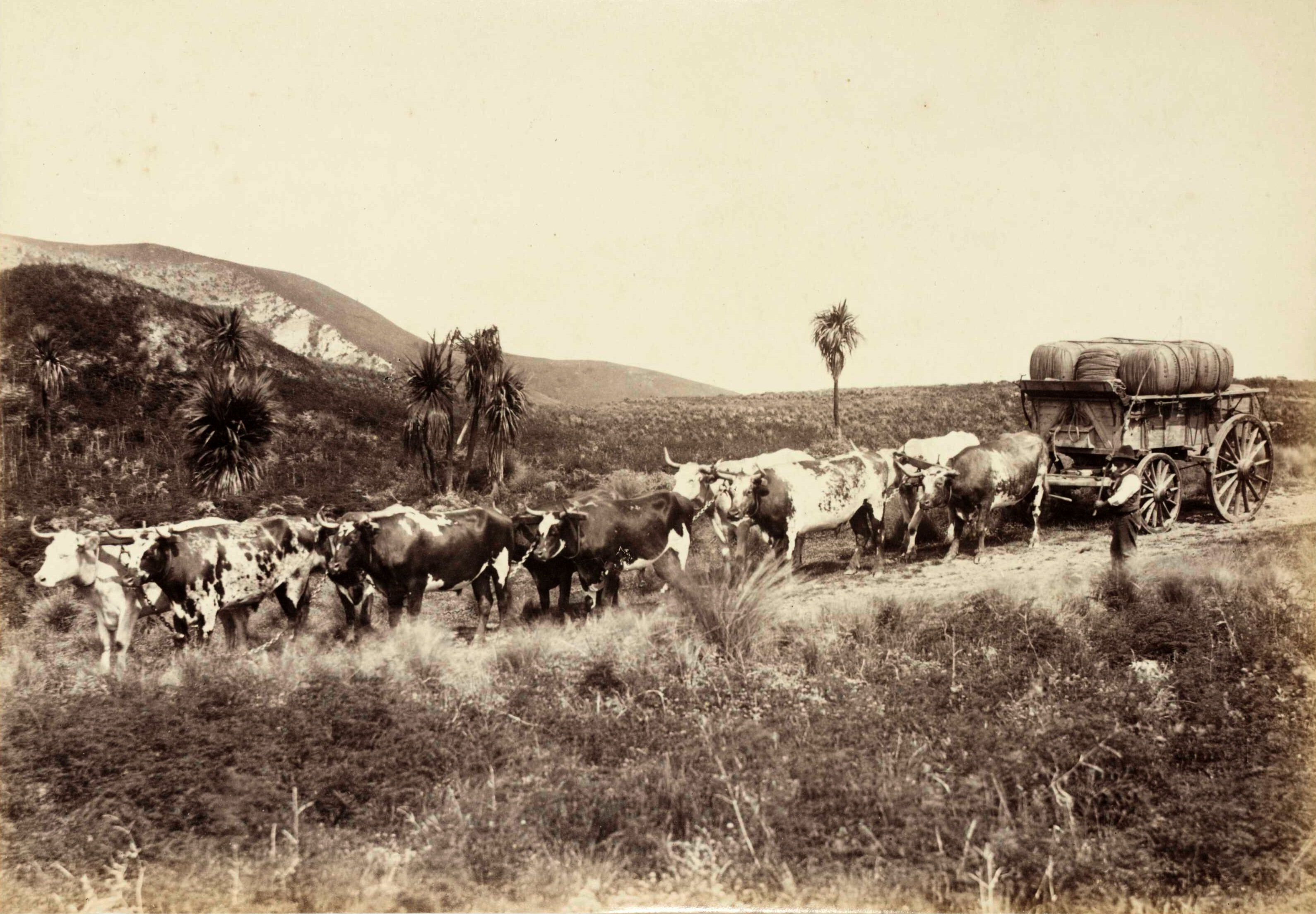
مزرعة في نيوزيلندا

الزراعة في نيوزيلندا، (بالإنجليزية: Agriculture in New Zealand)‏، هي من أهم القطاعات التي يقوم عليها الاقتصاد في الدولة، حيث أن نيوزيلندا تعمل على تصدير المحاصيل الزراعية، فقد وصل حجم التصدير في عام 2002 لحالي 15 مليار دولار، حيث أن هناك أراضي زراعية خصبة، ومنها مخصص فقط للبساتين، كما أن نيوزيلندا عضو في مجموعة كيرنز، التي تعمل على تحرير التجارة للسلع الزراعية.

## تاريخيًا
بعد استيطانهم في نيوزيلندا في القرن الثالث عشر، طوّر شعب الماوري أنظمة اقتصادية تضمنت الصيد والجمع والزراعة. كان شعب الماوري يقدّر الأرض والبستنة بشكل خاص، وأكدت العديد من الأمثال والأساطير التقليدية للماوري على أهمية الزراعة. ابتداءً من عام 1769، قدّم المستكشفون والمبشرون والمستوطنون الأوروبيون والأمريكيون حيوانات ونباتات جديدة. وفي النصف الثاني من القرن التاسع عشر، أدى الاستيطان الأوروبي الكبير ونقل الأراضي إلى ظهور نظام زراعي يتميز بمزارع واسعة على النمط الأسترالي لتربية الأغنام.
ساهمت الرغبة في امتلاك الأراضي، والابتكارات في التبريد في ثمانينيات القرن التاسع عشر، وارتفاع إنتاج الألبان في إصلاحات الأراضي التي أجراها جون ماكينزي في تسعينيات القرن التاسع عشر. أتاح ذلك ظهور مشهد زراعي يعتمد على مزارع صغيرة يديرها أفراد العائلة، وأصبح هذا النمط هو السائد في الزراعة النيوزيلندية في القرن العشرين، مع الإشارة المتكررة إلى أن «الزراعة تشكل العمود الفقري للاقتصاد النيوزيلندي». هذا النموذج تحداه في السنوات الأخيرة نمو الزراعة الصناعية التجارية واسعة النطاق والأراضي الزراعية المخصصة لأغراض ترفيهية.
كانت وزارة الزراعة مسؤولة عن جميع المسالخ التي تصدّر اللحوم. وبحلول عام 1921، كان هناك 32 مفتشًا للمسالخ و86 مفتشًا لأعمال اللحوم. واشتهر لحم الضأن النيوزيلندي بأنه «يخضع للتفتيش الحكومي ونقي».
قدمت الحكومة العديد من الإعانات في السبعينيات لمساعدة المزارعين بعد انضمام المملكة المتحدة إلى السوق الاقتصادية الأوروبية. وبحلول أوائل الثمانينيات، كان الدعم الحكومي يمثل حوالي 40% من دخل بعض المزارعين. في عام 1984، أنهت حكومة العمال جميع الإعانات الزراعية ضمن سياسات «روجير نوميكس»، وبحلول عام 1990 أصبحت الزراعة القطاع الأكثر تحريرًا في نيوزيلندا. ونتيجة لذلك، كان على المزارعين النيوزيلنديين تحسين كفاءة عملياتهم لمواجهة المنافسة في الأسواق الأوروبية والأمريكية المدعومة بشدة.

## الزراعة الرعوية
في منطقة نورثلاند، تُعد تربية أبقار اللحم الشكل الرئيسي للزراعة الرعوية. أما في مناطق وايكاتو وخليج بلنتي وتاراناكي والساحل الغربي، فتسود تربية أبقار الألبان. أما باقي نيوزيلندا، فتمثل تربية الأغنام النشاط الريفي الرئيسي، مع تربية أبقار اللحم في المناطق الجبلية والمرتفعات، وزيادة نشاط تربية الألبان في كانتربري وأوتاغو وساوثلاند.

### إنتاج الألبان
بلغ عدد أبقار الألبان في نيوزيلندا 6.26 مليون رأس في يونيو 2019. وخلال موسم 2019-2020، حُلبت 4.92 مليون بقرة في 11179 قطيعًا، منتجةً 21.1 مليار لتر من الحليب الخام، الذي يحتوي على 1.9 مليون طن من المواد الصلبة مثل البروتين ودهن الحليب. 
غطت مزارع الألبان مساحة فعالة بلغت 17304 كيلومتر مربع، أي حوالي 6.46% من إجمالي مساحة الأراضي في نيوزيلندا. في عام 2018، وظف قطاع تربية الألبان 39264 شخصًا، ما يمثل 1.6% من القوة العاملة في البلاد، ليصبح عاشر أكبر قطاع توظيف. 
إن حوالي 56% من مزارع الألبان في نيوزيلندا مملوكة وتدار من قبل أصحابها (اعتبارًا من عام 2015)، بينما 29% يديرها مزارعون بنظام المشاركة، و14% من قبل مزارعين بعقود. يعتمد نظام الزراعة على المراعي بشكل أساسي، حيث تتغذى الأبقار على الحشائش مع إضافة السيلاج والتبن والمحاصيل الأخرى خلال فترات الشتاء وأوقات انخفاض نمو المراعي.

### الإنتاج والتصدير
يبيع مزارعو الألبان الحليب للمعالجات، ويُدفع لهم بناءً على كمية المواد الصلبة في الحليب. في موسم 2019-2020، بلغ متوسط سعر الكيلوغرام من المواد الصلبة للحليب 7.20 دولار نيوزيلندي. تعد شركة «فونتيرا» المعالج الرئيسي، إذ تعالج 82% من جميع المواد الصلبة للحليب في نيوزيلندا.
يُستهلك حوالي 3% فقط من إنتاج الألبان محليًا، بينما يُصدّر الباقي. تُعتبر نيوزيلندا أكبر مصدر في العالم لمسحوق الحليب الكامل والزبدة، وثالث أكبر مصدر لمسحوق الحليب الخالي من الدسم والجبن.